# Aprigliano
Aprigliano ist eine Gemeinde in der Provinz Cosenza in der italienischen Region Kalabrien mit 2345 Einwohnern (Stand 31. Dezember 2023).
Aprigliano liegt 14 Kilometer südöstlich von Cosenza. Die Nachbargemeinden sind Casali del Manco, Cellara, Cosenza, Figline Vegliaturo, Parenti, Piane Crati, Pietrafitta, Rogliano, San Giovanni in Fiore, Santo Stefano di Rogliano und Taverna (CZ). Aprigliano hat einen Bahnhof an der Bahnstrecke Cosenza–Catanzaro.